# Yasumasa Nishino
Yasumasa Nishino (西野 泰正 Nishino Yasumasa?), född 14 september 1982 i Toyama prefektur, är en japansk fotbollsspelare.
Nishino började sin karriär 2001 i Júbilo Iwata. Med Júbilo Iwata vann han japanska ligan 2002 och japanska cupen 2013. Efter Júbilo Iwata spelade han för Shimizu S-Pulse, Kyoto Sanga FC och Kamatamare Sanuki. Han avslutade karriären 2014.